# یواس‌اس فلاسر (دی‌دی-۲۸۹)
یواس‌اس فلاسر (دی‌دی-۲۸۹) (به انگلیسی: USS Flusser (DD-289)) یک کشتی بود که طول آن ۹۵٫۸۳ متر (۳۱۴٫۴ فوت) بود. این کشتی در سال ۱۹۱۹ ساخته شد.